# Slovinsko na Letních olympijských hrách 1996
Slovinsko na Letních olympijských hrách 1996 reprezentovalo 37 sportovců (25 mužů a 12 žen).

## Medailisté
| Medaile | Jméno              | Sport      | Disciplína              |
| ------- | ------------------ | ---------- | ----------------------- |
| Stříbro | Brigita Bukovecová | Atletika   | Ženy 100 metrů překážek |
| Stříbro | Andraž Vehovar     | Kanoistika | Muži K1 slalom          |